# João Domingos Pinto
João Domingos da Silva Pinto (Oliveira do Douro, 21 novembre 1961) è un allenatore di calcio ed ex calciatore portoghese, di ruolo difensore.

## Palmarès

### Giocatore

#### Competizioni nazionali
- Campionato portoghese: 9

Porto: 1984-1985, 1985-1986, 1987-1988, 1989-1990, 1991-1992, 1992-1993, 1994-1995, 1995-1996, 1996-1997
- Coppa di Portogallo: 4

Porto: 1983-1984, 1987-1988, 1990-1991, 1993-1994
- Supercoppa di Portogallo: 9  (record condiviso con Vítor Baía)

Porto: 1981, 1983, 1984, 1986, 1990, 1991, 1993, 1994, 1996

#### Competizioni internazionali
- Coppa dei Campioni: 1

Porto: 1986-1987
- Supercoppa UEFA: 1

Porto: 1987
- Coppa Intercontinentale: 1

Porto: 1987

#### Riconoscimenti personali
- One Club Man Award 2023
- Europei Top 11: 1

Francia 1984